# Fidel Torricos Cors
Fidel Torricos Cors (Sucre, 31 de diciembre de 1917 – 25 de junio de 2002) fue un pianista, folclorista, compositor, investigador musical y bioquímico-farmacéutico boliviano. Es considerado uno de los máximos exponentes de la bohemia chuquisaqueña contemporánea y un símbolo cultural de la ciudad de Sucre. Su trabajo musical se centró en la recopilación, interpretación y difusión de la música tradicional del sur de Bolivia, en especial de la región de Chuquisaca.

## Biografía
Fidel Torricos nació en Sucre el 31 de diciembre de 1917, pocos meses después del fallecimiento de su padre, Fidel Torricos, médico y propietario de la farmacia Lourdes. Su madre, Rita Cors, murió cuando él tenía apenas tres años. Quedó huérfano a muy temprana edad y fue criado por su hermana mayor, Bertha Torricos. 
Desde muy joven mostró interés por la música. A los 8 años, comenzó su aprendizaje del piano con el maestro Filomeno Rivero, recibiendo enseñanzas durante dos años y medio. Fue alumno del pianista Mario Estenssoro, quien le enseñó técnica clásica, aunque Torricos pronto se inclinó por la música tradicional y popular. Su vida estuvo marcada por un espíritu bohemio, rodeado de amigos, música y celebraciones.
Falleció el 25 de junio de 2002, a los 85 años, a causa de un paro cardíaco. Según su hija, Gabriela Torricos, tocó el piano hasta sus últimos días.

## Legado musical
Fidel Torricos es recordado por su labor en la recopilación y difusión del repertorio tradicional de Chuquisaca. Registró más de 170 bailecitos antiguos y dejó un legado de más de 200 melodías que abarcan géneros como cueca, taquirari, kaluyo, pasacalle, yaraví y chuntunqui. Su trabajo fue fundamental para la preservación del patrimonio musical de Sucre y del sur boliviano.
Fidel Torricos se convirtió en un investigador del folclore nacional. Llegó a poseer una colección de más de 180 bailecitos, alrededor de 120 cuecas y más de cien kaluyos y géneros diversos de música nacional, tanto de autores representativos como de autores anónimos.
Su hija Gabriela donó al Archivo y Biblioteca Nacionales de Bolivia (ABNB) el archivo musical de su padre, preservado en disquetes, además de 66 ítems de grabaciones de ejecuciones musicales del autor como solista y acompañado de otros artistas, en formato CD-Roma, con el fin de garantizar su conservación y estudio. También anunció la entrega de una colección de reconocimientos y objetos personales.

## Reconocimientos
A lo largo de su vida, Fidel Torricos recibió numerosos homenajes por parte de instituciones y autoridades de Sucre, La Paz, Potosí y Salta (Argentina), en reconocimiento a su aporte al folclore y la cultura boliviana.